# Tinkoff Credit Systems 2008
Questa voce raccoglie le informazioni riguardanti la Tinkoff Credit Systems nelle competizioni ufficiali della stagione 2008.

## Stagione
Come Professional Continental Team, la Tinkoff Credit Systems prese parte alle gare dei Circuiti continentali UCI, in particolare all'UCI Europe Tour.

## Organico

### Staff tecnico
GM=General manager; DS=Direttore sportivo.
|  | Naz.              | Ruolo | Sportivo        |  |  |  |
|  | ----------------- | ----- | --------------- |  |  |  |
|  | Italia (bandiera) | GM    | Stefano Feltrin |  |  |  |
|  | Italia (bandiera) | DS    | Omar Piscina    |  |  |  |
|  | Italia (bandiera) | DS    | Orlando Maini   |  |  |  |
|  | Russia (bandiera) | DS    | Dmitrij Konyšev |  |  |  |

### Rosa
|  | Naz.                   |  | Sportivo                       | Anno |  |  |
|  | ---------------------- |  | ------------------------------ | ---- |  |  |
|  | Russia (bandiera)      |  | Pavel Brutt                    | 1982 |  |  |
|  | Russia (bandiera)      |  | Il'ja Černeckij                | 1984 |  |  |
|  | Russia (bandiera)      |  | Aleksandr Chatuncev            | 1985 |  |  |
|  | Italia (bandiera)      |  | Alberto Contoli (tirocinante)  | 1987 |  |  |
|  | Italia (bandiera)      |  | Daniele Contrini               | 1974 |  |  |
|  | Russia (bandiera)      |  | Nikita Es'kov                  | 1983 |  |  |
|  | Germania (bandiera)    |  | Alexander Gottfried            | 1985 |  |  |
|  | Italia (bandiera)      |  | Massimo Graziato (tirocinante) | 1988 |  |  |
|  | Russia (bandiera)      |  | Michail Ignat'ev               | 1985 |  |  |
|  | Bielorussia (bandiera) |  | Vasil' Kiryenka                | 1981 |  |  |
|  | Russia (bandiera)      |  | Sergej Klimov                  | 1980 |  |  |
|  | Italia (bandiera)      |  | Alberto Loddo                  | 1979 |  |  |
|  | Polonia (bandiera)     |  | Jarosław Marycz (tirocinante)  | 1987 |  |  |
|  | Italia (bandiera)      |  | Luca Mazzanti                  | 1974 |  |  |
|  | Colombia (bandiera)    |  | Walter Pedraza                 | 1981 |  |  |
|  | Russia (bandiera)      |  | Evgenij Petrov                 | 1978 |  |  |
|  | Italia (bandiera)      |  | Bernardo Riccio                | 1985 |  |  |
|  | Russia (bandiera)      |  | Ivan Rovnyj                    | 1987 |  |  |
|  | Russia (bandiera)      |  | Aleksandr Serov                | 1982 |  |  |
|  | Spagna (bandiera)      |  | Ricardo Serrano                | 1978 |  |  |
|  | Bielorussia (bandiera) |  | Jaŭhen Sobal'                  | 1981 |  |  |
|  | Russia (bandiera)      |  | Nikolaj Trusov                 | 1985 |  |  |

## Palmarès

### Corse a tappe
- Giro d'Italia

5ª tappa (Pavel Brutt)
19ª tappa (Vasil' Kiryenka)
- Settimana Ciclistica Lombarda

1ª tappa (cronosquadre)
- Tour de Langkawi

5ª tappa (Alberto Loddo)
- Tour of Qatar

4ª tappa (Alberto Loddo)
- Clásica de Alcobendas

3ª tappa (Bernardo Riccio)

## Classifiche UCI

### UCI Europe Tour
Individuale
Piazzamenti dei corridori della Tinkoff nella classifica dell'UCI Europe Tour 2008.
| Pos. | Ciclista            | Punti |
| ---- | ------------------- | ----- |
| 92   | Vasil' Kiryenka     | 150,2 |
| 127  | Luca Mazzanti       | 128,2 |
| 262  | Walter Pedraza      | 69,4  |
| 288  | Nikolaj Trusov      | 62    |
| 310  | Bernando Riccio     | 58    |
| 392  | Alberto Loddo       | 44,2  |
| 525  | Nikita Es'kov       | 30    |
| 570  | Sergej Klimov       | 28,4  |
| 583  | Aleksandr Serov     | 27    |
| 612  | Michail Ignat'ev    | 24    |
| 711  | Ricardo Serrano     | 16    |
| 810  | Aleksandr Chatuncev | 12,4  |
| 811  | Evgenij Petrov      | 12,4  |
| 874  | Ivan Rovnyj         | 11,4  |
| 875  | Daniele Contrini    | 11,2  |
| 1060 | Pavel Brutt         | 7     |
| 1214 | Jaŭhen Sobal'       | 3,2   |
| 1217 | Alexander Gottfried | 3     |

Squadra
La Tinkoff chiuse in trentunesima posizione con 570,4 punti.